# Torneo del Interior B 2003
El Torneo del Interior B de 2003, también llamado "Torneo del Interior - Zona Ascenso 2003", fue la tercera edición del segundo nivel del Torneo del Interior, competencia organizada por la Unión Argentina de Rugby que reúne a los mejores clubes de todas las uniones provinciales de la Argentina, excluyendo a la Unión de Rugby de Buenos Aires. Se llevó a cabo entre el 31 de agosto y el 12 de octubre de 2003.
Universitario de Salta se consagró campeón por primera vez al derrotar a Aranduroga de Corrientes por 32 a 8 en la final, convirtiéndose en el primer club salteño en ganar un título oficial a nivel nacional. De esta manera, el equipo salteño consiguió un quinto cupo para los equipos del Torneo Regional del Noroeste en el Torneo del Interior A 2004.

## Equipos participantes
Clasificaron al torneo 32 clubes, 30 provenientes de 13 uniones provinciales y 2 de la Unión de Rugby del Uruguay.
| Club                          | Vía de clasificación                                             |
| ----------------------------- | ---------------------------------------------------------------- |
| Liceo Rugby Club              | 3.° puesto en el Torneo Regional del Oeste 2003.                 |
| Marista Rugby Club            | 4.° puesto en el Torneo Regional del Oeste 2003.                 |
| Teqüe Rugby Club              | 5.° puesto en el Torneo Regional del Oeste 2003.                 |
| Neuquén Rugby Club            | 6.° puesto en el Torneo Regional del Oeste 2003.                 |
| Universitario de Mendoza      | 7.° puesto en el Torneo Regional del Oeste 2003.                 |
| Peumayén Rugby Club           | 8.° puesto en el Torneo Regional del Oeste 2003.                 |
| Universitario de Tucumán      | 5.° puesto en el Torneo Regional del Noroeste 2003.              |
| Universitario de Salta        | 6.° puesto en el Torneo Regional del Noroeste 2003.              |
| Lince Rugby Club              | 7.° puesto en el Torneo Regional del Noroeste 2003.              |
| Natación y Gimnasia           | 8.° puesto en el Torneo Regional del Noroeste 2003.              |
| Gimnasia y Tiro de Salta      |                                                                  |
| Córdoba Athletic Club         | 5.° puesto en el Campeonato Oficial Cordobés 2003.               |
| Jockey Club de Villa María    | 6.° puesto en el Campeonato Oficial Cordobés 2003.               |
| Córdoba Rugby Club            | 7.° puesto en el Campeonato Oficial Cordobés 2003.               |
| Universitario de Córdoba      | 8.° puesto en el Campeonato Oficial Cordobés 2003.               |
| Estudiantes de Paraná         | 5.° puesto en el Torneo Regional del Litoral 2003.               |
| Universitario de Santa Fe     | 6.° puesto en el Torneo Regional del Litoral 2003.               |
| Santa Fe Rugby Club           | 7.° puesto en el Torneo Regional del Litoral 2003.               |
| Club Logaritmo Rugby          | 8.° puesto en el Torneo Regional del Litoral 2003.               |
| San Ignacio Rugby             | 2.° al 4.° puesto en el Torneo de la URMDP 2003.                 |
| Comercial Rugby Club          | 2.° al 4.° puesto en el Torneo de la URMDP 2003.                 |
| Mar del Plata Club            | 2.° al 4.° puesto en el Torneo de la URMDP 2003.                 |
| Sociedad Sportiva             | Campeón del Torneo Regional Bonaerense 2003 (título compartido). |
| Universitario de Bahía Blanca | Campeón del Torneo Regional Bonaerense 2003 (título compartido). |
| El Nacional                   | Ganador de repechaje Bonaerense-Austral.                         |
| Aranduroga Rugby Club         | Subcampeón del Torneo Regional del Nordeste 2003.                |
| Regatas Resistencia           | 3.° puesto en el Torneo Regional del Nordeste 2003.              |
| Tacurú Social Club            | 4.° puesto en el Torneo Regional del Nordeste 2003.              |
| Patoruzú                      | Campeón del Torneo Austral de Rugby 2003.                        |
| Trelew RC                     | Subcampeón del Torneo Austral de Rugby 2003.                     |
| Carrasco Polo Club            | Campeón del Campeonato Uruguayo 2003.                            |
| Old Boys Club                 | Subampeón del Campeonato Uruguayo 2003.                          |

### Distribución geográfica de los equipos
| Unión                                                | Cant. |
| ---------------------------------------------------- | ----- |
| Unión de Rugby de Cuyo                               | 5     |
| Unión Cordobesa de Rugby                             | 4     |
| Unión de Rugby de Mar del Plata                      | 3     |
| Unión de Rugby de Tucumán                            | 3     |
| Unión de Rugby del Sur                               | 3     |
| Unión de Rugby de Salta                              | 2     |
| Unión de Rugby del Nordeste                          | 2     |
| Unión de Rugby del Uruguay                           | 2     |
| Unión de Rugby del Valle del Chubut                  | 2     |
| Unión Santafesina de Rugby                           | 2     |
| Unión de Rugby de Misiones                           | 1     |
| Unión de Rugby de Rosario                            | 1     |
| Unión de Rugby del Alto Valle de Río Negro y Neuquén | 1     |
| Unión Entrerriana de Rugby                           | 1     |

| Jurisdicción              | Cant. |
| ------------------------- | ----- |
| Provincia de Buenos Aires | 6     |
| Provincia de Mendoza      | 5     |
| Provincia de Córdoba      | 4     |
| Provincia de Santa Fe     | 3     |
| Provincia de Tucumán      | 3     |
| Provincia de Salta        | 2     |
| Provincia del Chubut      | 2     |
| Uruguay                   | 2     |
| Provincia de Corrientes   | 1     |
| Provincia de Entre Ríos   | 1     |
| Provincia de Misiones     | 1     |
| Provincia del Chaco       | 1     |
| Provincia del Neuquén     | 1     |

## Fase de grupos

### Zona 1
| Pos. | Equipos               | Partidos | Partidos | Partidos | Tantos | Tantos | Tantos | Pts. |
| Pos. | Equipos               | G        | E        | P        | PF     | PC     | DP     | Pts. |
| ---- | --------------------- | -------- | -------- | -------- | ------ | ------ | ------ | ---- |
| 1.°  | Estudiantes de Paraná | 2        | 0        | 1        | 98     | 56     | +42    | 11   |
| 2.°  | Universitario (S)     | 2        | 0        | 1        | 129    | 80     | +49    | 11   |
| 3.°  | Córdoba RC            | 1        | 1        | 1        | 63     | 88     | -25    | 6    |
| 4.°  | Teqüe                 | 0        | 1        | 2        | 53     | 119    | -66    | 3    |

|  | Clasifica a octavos de final |

| 31 de agosto | Estudiantes de Paraná | 47 - 8  | Teqüe |                                          |                                          |
|              |                       | Reporte |       | Árbitro(s): Fernando Martorell (Tucumán) | Árbitro(s): Fernando Martorell (Tucumán) |

| 31 de agosto | Universitario (S) | 50 - 22 | Córdoba RC |                                    |                                    |
|              |                   | Reporte |            | Árbitro(s): Omar Alcócer (Tucumán) | Árbitro(s): Omar Alcócer (Tucumán) |

| 6 de septiembre | Córdoba RC | 25 - 22 | Estudiantes de Paraná |                                 |                                 |
|                 |            | Reporte |                       | Árbitro(s): Agustín Roby (Cuyo) | Árbitro(s): Agustín Roby (Cuyo) |

| 6 de septiembre | Universitario (S) | 56 - 29 | Teqüe |                              |                              |
|                 |                   | Reporte |       | Árbitro(s): Delval (Córdoba) | Árbitro(s): Delval (Córdoba) |

| 14 de septiembre | Estudiantes de Paraná | 29 - 23 | Universitario (S) |                                      |                                      |
|                  |                       | Reporte |                   | Árbitro(s): Rodolfo Crocci (Uruguay) | Árbitro(s): Rodolfo Crocci (Uruguay) |

| 14 de septiembre | Teqüe | 16 - 16 | Córdoba RC |                                      |                                      |
|                  |       | Reporte |            | Árbitro(s): Gustavo Pérez (San Juan) | Árbitro(s): Gustavo Pérez (San Juan) |

### Zona 2
| Pos. | Equipos            | Partidos | Partidos | Partidos | Tantos | Tantos | Tantos | Pts. |
| Pos. | Equipos            | G        | E        | P        | PF     | PC     | DP     | Pts. |
| ---- | ------------------ | -------- | -------- | -------- | ------ | ------ | ------ | ---- |
| 1.°  | Universitario (T)  | 3        | 0        | 0        | 151    | 75     | +76    | 15   |
| 2.°  | Universitario (C)  | 2        | 0        | 1        | 88     | 82     | +6     | 9    |
| 3.°  | Universitario (SF) | 1        | 0        | 2        | 77     | 95     | -18    | 7    |
| 4.°  | Universitario (M)  | 0        | 0        | 3        | 56     | 120    | -64    | 2    |

|  | Clasifica a octavos de final |

| 31 de agosto | Universitario (SF) | 22 - 18 | Universitario (M) |                                  |                                  |
|              |                    | Reporte |                   | Árbitro(s): Chouldjian (Uruguay) | Árbitro(s): Chouldjian (Uruguay) |

| 31 de agosto | Universitario (T) | 41 - 23 | Universitario (C) |                                 |                                 |
|              |                   | Reporte |                   | Árbitro(s): Agustín Roby (Cuyo) | Árbitro(s): Agustín Roby (Cuyo) |

| 6 de septiembre | Universitario (C) | 43 - 25 | Universitario (SF) |                                          |                                          |
|                 |                   | Reporte |                    | Árbitro(s): Fernando Martorell (Tucumán) | Árbitro(s): Fernando Martorell (Tucumán) |

| 6 de septiembre | Universitario (T) | 76 - 22 | Universitario (M) |                                 |                                 |
|                 |                   | Reporte |                   | Árbitro(s): Biazzutti (Córdoba) | Árbitro(s): Biazzutti (Córdoba) |

| 13 de septiembre | Universitario (M) | 16 - 22 | Universitario (C) |                                      |                                      |
|                  |                   | Reporte |                   | Árbitro(s): Iván Guerra (Alto Valle) | Árbitro(s): Iván Guerra (Alto Valle) |

| 14 de septiembre | Universitario (SF) | 30 - 34 | Universitario (T) |                                               |                                               |
|                  |                    | Reporte |                   | Árbitro(s): Sebastián Pinilla (Mar del Plata) | Árbitro(s): Sebastián Pinilla (Mar del Plata) |

### Zona 3
| Pos. | Equipos          | Partidos | Partidos | Partidos | Tantos | Tantos | Tantos | Pts. |
| Pos. | Equipos          | G        | E        | P        | PF     | PC     | DP     | Pts. |
| ---- | ---------------- | -------- | -------- | -------- | ------ | ------ | ------ | ---- |
| 1.°  | Jockey Club (VM) | 2        | 0        | 1        | 114    | 83     | +31    | 12   |
| 2.°  | Liceo            | 2        | 0        | 1        | 88     | 91     | -3     | 11   |
| 3.°  | Lince            | 1        | 0        | 2        | 93     | 95     | -2     | 7    |
| 4.°  | Logaritmo        | 1        | 0        | 2        | 52     | 78     | -26    | 4    |

|  | Clasifica a octavos de final |

| 31 de agosto | Liceo | 35 - 33 | Lince |                                     |                                     |
|              |       | Reporte |       | Árbitro(s): Javier Olalla (Córdoba) | Árbitro(s): Javier Olalla (Córdoba) |

| 31 de agosto | Jockey Club (VM) | 30 - 18 | Logaritmo |                                  |                                  |
|              |                  | Reporte |           | Árbitro(s): Osvaldo Lico (Salta) | Árbitro(s): Osvaldo Lico (Salta) |

| 6 de septiembre | Jockey Club (VM) | 43 - 22 | Lince |                                 |                                 |
|                 |                  | Reporte |       | Árbitro(s): Andrés Ramos (Cuyo) | Árbitro(s): Andrés Ramos (Cuyo) |

| 6 de septiembre | Logaritmo | 17 - 10 | Liceo |                                      |                                      |
|                 |           | Reporte |       | Árbitro(s): Miguel Cirelli (Tucumán) | Árbitro(s): Miguel Cirelli (Tucumán) |

| 14 de septiembre | Liceo | 43 - 41 | Jockey Club (VM) |                                    |                                    |
|                  |       | Reporte |                  | Árbitro(s): Marcelo Auad (Tucumán) | Árbitro(s): Marcelo Auad (Tucumán) |

| 14 de septiembre | Lince | 38 - 17 | Logaritmo |                                      |                                      |
|                  |       | Reporte |           | Árbitro(s): Javier Mancuso (Córdoba) | Árbitro(s): Javier Mancuso (Córdoba) |

### Zona 4
| Pos. | Equipos             | Partidos | Partidos | Partidos | Tantos | Tantos | Tantos | Pts. |
| Pos. | Equipos             | G        | E        | P        | PF     | PC     | DP     | Pts. |
| ---- | ------------------- | -------- | -------- | -------- | ------ | ------ | ------ | ---- |
| 1.°  | Santa Fe RC         | 3        | 0        | 0        | 104    | 59     | +45    | 14   |
| 2.°  | Córdoba Athletic    | 2        | 0        | 1        | 110    | 86     | +24    | 11   |
| 3.°  | Marista             | 1        | 0        | 2        | 83     | 77     | +6     | 6    |
| 4.°  | Natación y Gimnasia | 0        | 0        | 3        | 53     | 128    | -75    | 0    |

|  | Clasifica a octavos de final |

| 31 de agosto | Marista | 43 - 21 | Natación y Gimnasia |                                 |                                 |
|              |         | Reporte |                     | Árbitro(s): Biazzutti (Córdoba) | Árbitro(s): Biazzutti (Córdoba) |

| 31 de agosto | Córdoba Athletic | 32 - 41 | Santa Fe RC |                                      |                                      |
|              |                  | Reporte |             | Árbitro(s): Gustavo Pérez (San Juan) | Árbitro(s): Gustavo Pérez (San Juan) |

| 6 de septiembre | Córdoba Athletic | 47 - 15 | Natación y Gimnasia |                                 |                                 |
|                 |                  | Reporte |                     | Árbitro(s): Juan Garnica (Cuyo) | Árbitro(s): Juan Garnica (Cuyo) |

| 6 de septiembre | Santa Fe RC | 25 - 10 | Marista |                               |                               |
|                 |             | Reporte |         | Árbitro(s): Humeres (Córdoba) | Árbitro(s): Humeres (Córdoba) |

| 13 de septiembre | Marista | 30 - 31 | Córdoba Athletic |                                       |                                       |
|                  |         | Reporte |                  | Árbitro(s): Eduardo Blengio (Uruguay) | Árbitro(s): Eduardo Blengio (Uruguay) |

| 14 de septiembre | Natación y Gimnasia | 17 - 38 | Santa Fe RC |                                     |                                     |
|                  |                     | Reporte |             | Árbitro(s): Javier Olalla (Córdoba) | Árbitro(s): Javier Olalla (Córdoba) |

### Zona 5
| Pos. | Equipos       | Partidos | Partidos | Partidos | Tantos | Tantos | Tantos | Pts. |
| Pos. | Equipos       | G        | E        | P        | PF     | PC     | DP     | Pts. |
| ---- | ------------- | -------- | -------- | -------- | ------ | ------ | ------ | ---- |
| 1.°  | Carrasco Polo | 3        | 0        | 0        | 96     | 39     | +57    | 14   |
| 2.°  | Comercial     | 2        | 0        | 1        | 108    | 50     | +58    | 10   |
| 3.°  | Old Boys      | 1        | 0        | 2        | 57     | 101    | -44    | 4    |
| 4.°  | San Ignacio   | 0        | 0        | 3        | 28     | 99     | -71    | 1    |

|  | Clasifica a octavos de final |

| 31 de agosto | Comercial | 41 - 20 | Old Boys |                                       |                                       |
|              |           | Reporte |          | Árbitro(s): Roberto Maldini (Rosario) | Árbitro(s): Roberto Maldini (Rosario) |

| 31 de agosto | San Ignacio | 5 - 29  | Carrasco Polo |                                      |                                      |
|              |             | Reporte |               | Árbitro(s): Jorge Caíno (Entre Ríos) | Árbitro(s): Jorge Caíno (Entre Ríos) |

| 6 de septiembre | Carrasco Polo | 23 - 15 | Comercial |                                         |                                         |
|                 |               | Reporte |           | Árbitro(s): Mariano Delatorre (Rosario) | Árbitro(s): Mariano Delatorre (Rosario) |

| 6 de septiembre | Old Boys | 18 - 16 | San Ignacio |                                         |                                         |
|                 |          | Reporte |             | Árbitro(s): Fernando Guerrero (Rosario) | Árbitro(s): Fernando Guerrero (Rosario) |

| 14 de septiembre | Carrasco Polo | 44 - 19 | Old Boys |  |  |
|                  |               | Reporte |          |  |  |

| 14 de septiembre | Comercial | 52 - 7  | San Ignacio |                                 |                                 |
|                  |           | Reporte |             | Árbitro(s): Agustín Roby (Cuyo) | Árbitro(s): Agustín Roby (Cuyo) |

### Zona 6
| Pos. | Equipos             | Partidos | Partidos | Partidos | Tantos | Tantos | Tantos | Pts. |
| Pos. | Equipos             | G        | E        | P        | PF     | PC     | DP     | Pts. |
| ---- | ------------------- | -------- | -------- | -------- | ------ | ------ | ------ | ---- |
| 1.°  | Gimnasia y Tiro     | 3        | 0        | 0        | 169    | 73     | +96    | 15   |
| 2.°  | Aranduroga          | 2        | 0        | 1        | 79     | 85     | -6     | 10   |
| 3.°  | Regatas Resistencia | 1        | 0        | 2        | 65     | 112    | -47    | 6    |
| 4.°  | Tacurú              | 0        | 0        | 3        | 67     | 110    | -43    | 1    |

|  | Clasifica a octavos de final |

| 31 de agosto | Regatas Resistencia | 16 - 67 | Gimnasia y Tiro |                                 |                                 |
|              |                     | Reporte |                 | Árbitro(s): Andrés Ramos (Cuyo) | Árbitro(s): Andrés Ramos (Cuyo) |

| 31 de agosto | Aranduroga | 34 - 10 | Tacurú |                                         |                                         |
|              |            | Reporte |        | Árbitro(s): Fernando Guerrero (Rosario) | Árbitro(s): Fernando Guerrero (Rosario) |

| 6 de septiembre | Regatas Resistencia | 29 - 19 | Tacurú |                                     |                                     |
|                 |                     | Reporte |        | Árbitro(s): Ricardo Aguirre (Salta) | Árbitro(s): Ricardo Aguirre (Salta) |

| 6 de septiembre | Gimnasia y Tiro | 55 - 19 | Aranduroga |                                     |                                     |
|                 |                 | Reporte |            | Árbitro(s): Javier Olalla (Córdoba) | Árbitro(s): Javier Olalla (Córdoba) |

| 14 de septiembre | Aranduroga | 26 - 20 | Regatas Resistencia |                                      |                                      |
|                  |            | Reporte |                     | Árbitro(s): Miguel Cirelli (Tucumán) | Árbitro(s): Miguel Cirelli (Tucumán) |

| 14 de septiembre | Tacurú | 38 - 47 | Gimnasia y Tiro |                                     |                                     |
|                  |        | Reporte |                 | Árbitro(s): Darío Escobar (Rosario) | Árbitro(s): Darío Escobar (Rosario) |

### Zona 7
| Pos. | Equipos            | Partidos | Partidos | Partidos | Tantos | Tantos | Tantos | Pts. |
| Pos. | Equipos            | G        | E        | P        | PF     | PC     | DP     | Pts. |
| ---- | ------------------ | -------- | -------- | -------- | ------ | ------ | ------ | ---- |
| 1.°  | Mar del Plata Club | 2        | 0        | 1        | 100    | 61     | +39    | 11   |
| 2.°  | Sociedad Sportiva  | 2        | 0        | 1        | 32     | 48     | -16    | 8    |
| 3.°  | Peumayén           | 1        | 1        | 1        | 58     | 52     | +6     | 6    |
| 4.°  | El Nacional        | 0        | 1        | 2        | 44     | 73     | -29    | 4    |

|  | Clasifica a octavos de final |

| 31 de agosto | Mar del Plata Club | 48 - 21 | El Nacional |  |  |
|              |                    | Reporte |             |  |  |

| 31 de agosto | Peumayén | 22 - 3  | Sociedad Sportiva |  |  |
|              |          | Reporte |                   |  |  |

| 6 de septiembre | Sociedad Sportiva | 22 - 21 | Mar del Plata Club |                                     |                                     |
|                 |                   | Reporte |                    | Árbitro(s): Daniel Araque (Austral) | Árbitro(s): Daniel Araque (Austral) |

| 6 de septiembre | Peumayén | 18 - 18 | El Nacional |                                      |                                      |
|                 |          | Reporte |             | Árbitro(s): Gustavo Pérez (San Juan) | Árbitro(s): Gustavo Pérez (San Juan) |

| 14 de septiembre | El Nacional | 5 - 7   | Sociedad Sportiva |  |  |
|                  |             | Reporte |                   |  |  |

| 14 de septiembre | Mar del Plata Club | 31 - 18 | Peumayén |                                 |                                 |
|                  |                    | Reporte |          | Árbitro(s): Alberto Cohen (Sur) | Árbitro(s): Alberto Cohen (Sur) |

### Zona 8
| Pos. | Equipos            | Partidos | Partidos | Partidos | Tantos | Tantos | Tantos | Pts. |
| Pos. | Equipos            | G        | E        | P        | PF     | PC     | DP     | Pts. |
| ---- | ------------------ | -------- | -------- | -------- | ------ | ------ | ------ | ---- |
| 1.°  | Patoruzú           | 2        | 1        | 0        | 54     | 41     | +13    | 10   |
| 2.°  | Universitario (BB) | 2        | 0        | 1        | 72     | 59     | +13    | 10   |
| 3.°  | Neuquén RC         | 1        | 1        | 1        | 86     | 53     | +33    | 8    |
| 4.°  | Trelew RC          | 0        | 0        | 3        | 29     | 88     | -59    | 1    |

|  | Clasifica a octavos de final |

| 31 de agosto | Patoruzú | 10 - 3  | Trelew RC |                                 |                                 |
|              |          | Reporte |           | Árbitro(s): Alberto Cohen (Sur) | Árbitro(s): Alberto Cohen (Sur) |

| 31 de agosto | Universitario (BB) | 23 - 19 | Neuquén RC |                                               |                                               |
|              |                    | Reporte |            | Árbitro(s): Sebastián Pinilla (Mar del Plata) | Árbitro(s): Sebastián Pinilla (Mar del Plata) |

| 6 de septiembre | Trelew RC | 14 - 29 | Universitario (BB) |                                      |                                      |
|                 |           | Reporte |                    | Árbitro(s): Iván Guerra (Alto Valle) | Árbitro(s): Iván Guerra (Alto Valle) |

| 7 de septiembre | Patoruzú | 18 - 18 | Neuquén RC |                                         |                                         |
|                 |          | Reporte |            | Árbitro(s): Alejandro Sánchez (Rosario) | Árbitro(s): Alejandro Sánchez (Rosario) |

| 14 de septiembre | Universitario (BB) | 20 - 26 | Patoruzú |                                        |                                        |
|                  |                    | Reporte |          | Árbitro(s): Raúl Sauro (Mar del Plata) | Árbitro(s): Raúl Sauro (Mar del Plata) |

| 14 de septiembre | Neuquén RC | 49 - 12 | Trelew RC |                                 |                                 |
|                  |            | Reporte |           | Árbitro(s): Andrés Ramos (Cuyo) | Árbitro(s): Andrés Ramos (Cuyo) |

## Fase final

### Cuadro de desarrollo
|  | Octavos de final      | Octavos de final      |                   |                    | Cuartos de final      | Cuartos de final      |  |                   | Semifinales      | Semifinales      |  |            | Final         | Final         |  |
|  | 20 y 21 de septiembre | 20 y 21 de septiembre |                   |                    | 27 y 28 de septiembre | 27 y 28 de septiembre |  |                   | 4 y 5 de octubre | 4 y 5 de octubre |  |            | 12 de octubre | 12 de octubre |  |
|  |                       |                       |                   |                    |                       |                       |  |                   |                  |                  |  |            |               |               |  |
|  |                       |                       |                   |                    |                       |                       |  |                   |                  |                  |  |            |               |               |  |
|  | Carrasco Polo         | 15                    |                   |                    |                       |                       |  |                   |                  |                  |  |            |               |               |  |
|  | Carrasco Polo         | 15                    |                   |                    |                       |                       |  |                   |                  |                  |  |            |               |               |  |
|  | Aranduroga            | 18                    |                   |                    |                       |                       |  |                   |                  |                  |  |            |               |               |  |
|  | Aranduroga            | 18                    |                   | Aranduroga         | 25                    |                       |  |                   |                  |                  |  |            |               |               |  |
|  |                       |                       |                   | Aranduroga         | 25                    |                       |  |                   |                  |                  |  |            |               |               |  |
|  |                       |                       | Gimnasia y Tiro   | 22                 |                       |                       |  |                   |                  |                  |  |            |               |               |  |
|  | Gimnasia y Tiro       | 38                    | Gimnasia y Tiro   | 22                 |                       |                       |  |                   |                  |                  |  |            |               |               |  |
|  | Gimnasia y Tiro       | 38                    |                   |                    |                       |                       |  |                   |                  |                  |  |            |               |               |  |
|  | Comercial             | 13                    |                   |                    |                       |                       |  |                   |                  |                  |  |            |               |               |  |
|  | Comercial             | 13                    |                   |                    |                       |                       |  | Aranduroga        | 28               |                  |  |            |               |               |  |
|  |                       |                       |                   |                    |                       |                       |  | Aranduroga        | 28               |                  |  |            |               |               |  |
|  |                       |                       | Sociedad Sportiva | 20                 |                       |                       |  |                   |                  |                  |  |            |               |               |  |
|  | Mar del Plata Club    | 40                    | Sociedad Sportiva | 20                 |                       |                       |  |                   |                  |                  |  |            |               |               |  |
|  | Mar del Plata Club    | 40                    |                   |                    |                       |                       |  |                   |                  |                  |  |            |               |               |  |
|  | Universitario (BB)    | 7                     |                   |                    |                       |                       |  |                   |                  |                  |  |            |               |               |  |
|  | Universitario (BB)    | 7                     |                   | Mar del Plata Club | 12                    |                       |  |                   |                  |                  |  |            |               |               |  |
|  |                       |                       |                   | Mar del Plata Club | 12                    |                       |  |                   |                  |                  |  |            |               |               |  |
|  |                       |                       | Sociedad Sportiva | 26                 |                       |                       |  |                   |                  |                  |  |            |               |               |  |
|  | Patoruzú              | 20                    | Sociedad Sportiva | 26                 |                       |                       |  |                   |                  |                  |  |            |               |               |  |
|  | Patoruzú              | 20                    |                   |                    |                       |                       |  |                   |                  |                  |  |            |               |               |  |
|  | Sociedad Sportiva     | 26                    |                   |                    |                       |                       |  |                   |                  |                  |  |            |               |               |  |
|  | Sociedad Sportiva     | 26                    |                   |                    |                       |                       |  |                   |                  |                  |  | Aranduroga | 8             |               |  |
|  |                       |                       |                   |                    |                       |                       |  |                   |                  |                  |  | Aranduroga | 8             |               |  |
|  |                       |                       | Universitario (S) | 32                 |                       |                       |  |                   |                  |                  |  |            |               |               |  |
|  | Santa Fe RC           | 27                    | Universitario (S) | 32                 |                       |                       |  |                   |                  |                  |  |            |               |               |  |
|  | Santa Fe RC           | 27                    |                   |                    |                       |                       |  |                   |                  |                  |  |            |               |               |  |
|  | Universitario (S)     | 33                    |                   |                    |                       |                       |  |                   |                  |                  |  |            |               |               |  |
|  | Universitario (S)     | 33                    |                   | Universitario (S)  | 34                    |                       |  |                   |                  |                  |  |            |               |               |  |
|  |                       |                       |                   | Universitario (S)  | 34                    |                       |  |                   |                  |                  |  |            |               |               |  |
|  |                       |                       | Estudiantes (P)   | 31                 |                       |                       |  |                   |                  |                  |  |            |               |               |  |
|  | Estudiantes (P)       | 37                    | Estudiantes (P)   | 31                 |                       |                       |  |                   |                  |                  |  |            |               |               |  |
|  | Estudiantes (P)       | 37                    |                   |                    |                       |                       |  |                   |                  |                  |  |            |               |               |  |
|  | Córdoba Athletic      | 33                    |                   |                    |                       |                       |  |                   |                  |                  |  |            |               |               |  |
|  | Córdoba Athletic      | 33                    |                   |                    |                       |                       |  | Universitario (S) | 24               |                  |  |            |               |               |  |
|  |                       |                       |                   |                    |                       |                       |  | Universitario (S) | 24               |                  |  |            |               |               |  |
|  |                       |                       | Universitario (C) | 16                 |                       |                       |  |                   |                  |                  |  |            |               |               |  |
|  | Jockey Club (VM)      | 26                    | Universitario (C) | 16                 |                       |                       |  |                   |                  |                  |  |            |               |               |  |
|  | Jockey Club (VM)      | 26                    |                   |                    |                       |                       |  |                   |                  |                  |  |            |               |               |  |
|  | Universitario (C)     | 33                    |                   |                    |                       |                       |  |                   |                  |                  |  |            |               |               |  |
|  | Universitario (C)     | 33                    |                   | Universitario (C)  | 28                    |                       |  |                   |                  |                  |  |            |               |               |  |
|  |                       |                       |                   | Universitario (C)  | 28                    |                       |  |                   |                  |                  |  |            |               |               |  |
|  |                       |                       | Universitario (T) | 27                 |                       |                       |  |                   |                  |                  |  |            |               |               |  |
|  | Universitario (T)     | 51                    | Universitario (T) | 27                 |                       |                       |  |                   |                  |                  |  |            |               |               |  |
|  | Universitario (T)     | 51                    |                   |                    |                       |                       |  |                   |                  |                  |  |            |               |               |  |
|  | Liceo                 | 16                    |                   |                    |                       |                       |  |                   |                  |                  |  |            |               |               |  |
|  | Liceo                 | 16                    |                   |                    |                       |                       |  |                   |                  |                  |  |            |               |               |  |
|  |                       |                       |                   |                    |                       |                       |  |                   |                  |                  |  |            |               |               |  |

Octavos de final
| 20 de septiembre | Carrasco Polo | 15 - 18 | Aranduroga |                                 |                                 |
|                  |               | Reporte |            | Árbitro(s): Choudjian (Uruguay) | Árbitro(s): Choudjian (Uruguay) |

| 20 de septiembre | Gimnasia y Tiro | 38 - 13 | Comercial |                                             |                                             |
|                  |                 | Reporte |           | Árbitro(s): Ricardo Ponce de León (Tucumán) | Árbitro(s): Ricardo Ponce de León (Tucumán) |

| 20 de septiembre | Patoruzú | 20 - 26 | Sociedad Sportiva |                                      |                                      |
|                  |          | Reporte |                   | Árbitro(s): Iván Guerra (Alto Valle) | Árbitro(s): Iván Guerra (Alto Valle) |

| 20 de septiembre | Mar del Plata Club | 40 - 7  | Universitario (BB) |                                       |                                       |
|                  |                    | Reporte |                    | Árbitro(s): Roberto Maldini (Rosario) | Árbitro(s): Roberto Maldini (Rosario) |

| 20 de septiembre | Santa Fe RC | 27 - 33 | Universitario (S) |                                            |                                            |
|                  |             | Reporte |                   | Árbitro(s): Víctor Rabuffetti (Entre Ríos) | Árbitro(s): Víctor Rabuffetti (Entre Ríos) |

| 20 de septiembre                                                                                              | Estudiantes de Paraná | 37 - 33 | Córdoba Athletic |                                       |                                       |
| |                       | Reporte |                  | Árbitro(s): Mario Romero (Entre Ríos) | Árbitro(s): Mario Romero (Entre Ríos) |
| El rosarino Lucas Diez Rodríguez había sido designado como árbitro antes de ser reemplazado por Mario Romero. |                       |         |                  |                                       |                                       |

| 20 de septiembre | Jockey Club (VM) | 26 - 33 | Universitario (C) |                                    |                                    |
|                  |                  | Reporte |                   | Árbitro(s): Eduardo Garnica (Cuyo) | Árbitro(s): Eduardo Garnica (Cuyo) |

| 21 de septiembre | Universitario (T) | 51 - 16 | Liceo |                                     |                                     |
|                  |                   | Reporte |       | Árbitro(s): Javier Olalla (Córdoba) | Árbitro(s): Javier Olalla (Córdoba) |

Cuartos de final
| 27 de septiembre | Aranduroga | 25 - 22 | Gimnasia y Tiro |                                              |                                              |
|                  |            | Reporte |                 | Árbitro(s): Juan Pablo Spirandelli (Rosario) | Árbitro(s): Juan Pablo Spirandelli (Rosario) |

| 27 de septiembre | Mar del Plata Club | 12 - 26 | Sociedad Sportiva |                                      |                                      |
|                  |                    | Reporte |                   | Árbitro(s): Iván Guerra (Alto Valle) | Árbitro(s): Iván Guerra (Alto Valle) |

| 28 de septiembre | Universitario (S) | 34 - 31 | Estudiantes de Paraná |                                     |                                     |
|                  |                   | Reporte |                       | Árbitro(s): Javier Olalla (Córdoba) | Árbitro(s): Javier Olalla (Córdoba) |

| 28 de septiembre | Universitario (C) | 28 - 27 | Universitario (T) |                                  |                                  |
|                  |                   | Reporte |                   | Árbitro(s): Lucas Diez (Rosario) | Árbitro(s): Lucas Diez (Rosario) |

Semifinales
| 4 de octubre | Aranduroga | 28 - 20 | Sociedad Sportiva |  |  |
|              |            | Reporte |                   |  |  |

| 5 de octubre | Universitario (S) | 24 - 16 | Universitario (C) |                                         |                                         |
|              |                   | Reporte |                   | Árbitro(s): Martín Rodríguez (Santa Fe) | Árbitro(s): Martín Rodríguez (Santa Fe) |

Final
| 12 de octubre | Aranduroga | 8 - 32  | Universitario (S) |                                      |                                      |
|               |            | Reporte |                   | Árbitro(s): Javier Mancuso (Córdoba) | Árbitro(s): Javier Mancuso (Córdoba) |

| Bandera de la Provincia de Salta |
| Universitario de Salta Campeón   |
| Primer título                    |